# Coleophora triplicis
Coleophora triplicis é uma espécie de mariposa do gênero Coleophora pertencente à família Coleophoridae.